# Lim Kit Siang

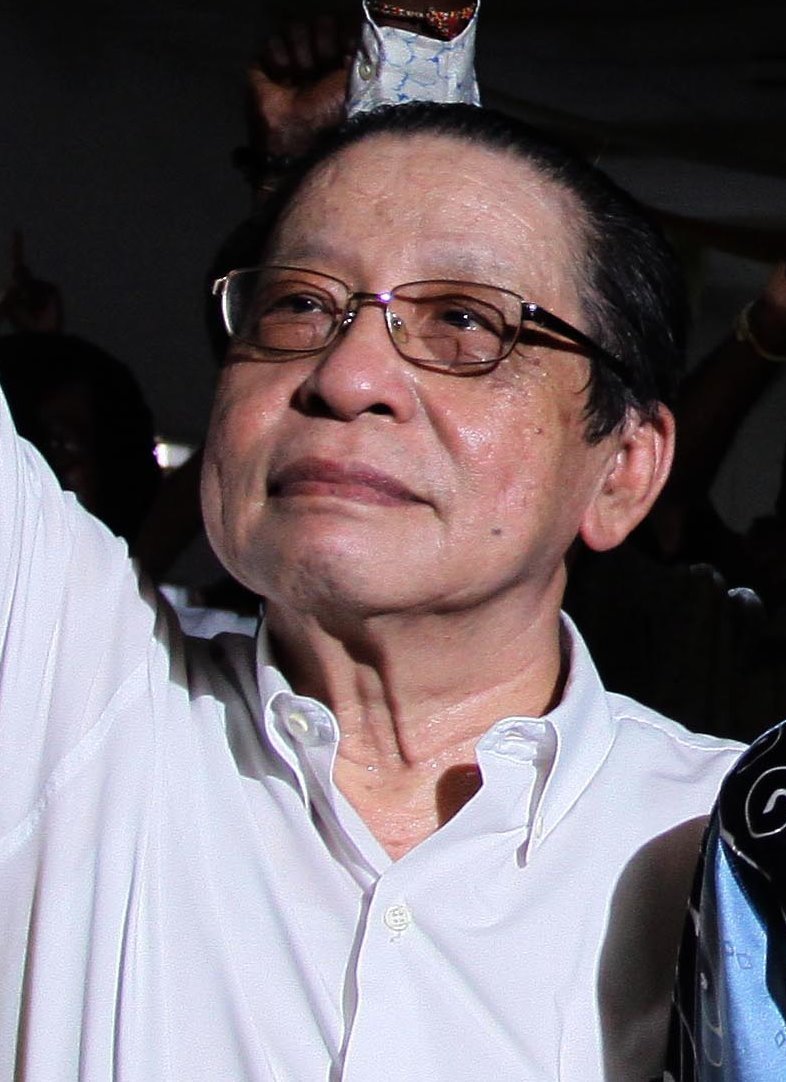
Lim Kit Siang

Lim Kit Siang (* 20. Februar 1941; chinesisch 林吉祥; Pinyin: Lín Jíxiáng) ist einer der führenden Oppositionspolitiker  der DAP in Malaysia. Seit 2004 vertritt er den Wahlkreis Ipoh Timur im malaysischen Parlament. Davor saß er auch schon von 1969 bis 1999 für vier verschiedene Wahlkreise im Parlament. Im Juli 2009 schloss er sich dem Oppositionsbündnis „Pakatan Rakyat“ an, der neben ihm von Anwar Ibrahim und Abdul Hadi Awang geleitet wird und die einzige relevante oppositionelle Kraft gegen die Barisan Nasional in Malaysia darstellt.